# Botswana na Letnich Igrzyskach Olimpijskich 1996
Botswanę na XXVI Letnich Igrzyskach Olimpijskich w Atlancie reprezentowało 7 sportowców.
Był to piąty start Botswany na letnich igrzyskach olimpijskich.

## Boks
- Modiradilo Healer - waga papierowa, odpadł w pierwszej rundzie

## Lekkoatletyka

### Mężczyźni
- Justice Dipeba - 200 m, odpadł w pierwszej rundzie
- Aggripa Matshameko, Keteng Baloseng, Rampa Mosweu, Johnson Kubisa - sztafeta 4x400 m, odpadli w pierwszej rundzie
- Benjamin Keleketu - maraton, nie ukończył